# Coleophora hypomona
Coleophora hypomona is een vlinder uit de familie van de kokermotten (Coleophoridae). De wetenschappelijke naam van de soort is voor het eerst geldig gepubliceerd in 1979 door Falkovich.